# قطعنامه ۱۸۰ شورای امنیت
قطعنامه ۱۸۰ شورای امنیت سازمان ملل متحد که در تاریخ ۳۱ ژوئیه ۱۹۶۳ تصویب شد، سندی بین‌المللی دربارهٔ سؤال در رابطه با سرزمین‌های تحت حکومت پرتغال است. این قطعنامه طی نشست ۱۰۴۹ام با ۸ موافق، ۰ مخالف و ۳ ممتنع تصویب شد.